# Mihatovići (Poreč)
Pour les articles homonymes, voir Mihatovići.
Mihatovići (en italien : Micatti) est une localité de Croatie située en Istrie, dans la municipalité de Poreč, dans le comitat d'Istrie. En 2001, la localité comptait 95 habitants.

## Démographie
| 1948 | 1953 | 1961 | 1971 | 1981 | 1991 | 2001 |
| ---- | ---- | ---- | ---- | ---- | ---- | ---- |
| 54   | 46   | 47   | 45   | 50   | 66   | 95   |